# Jardines de Kensington

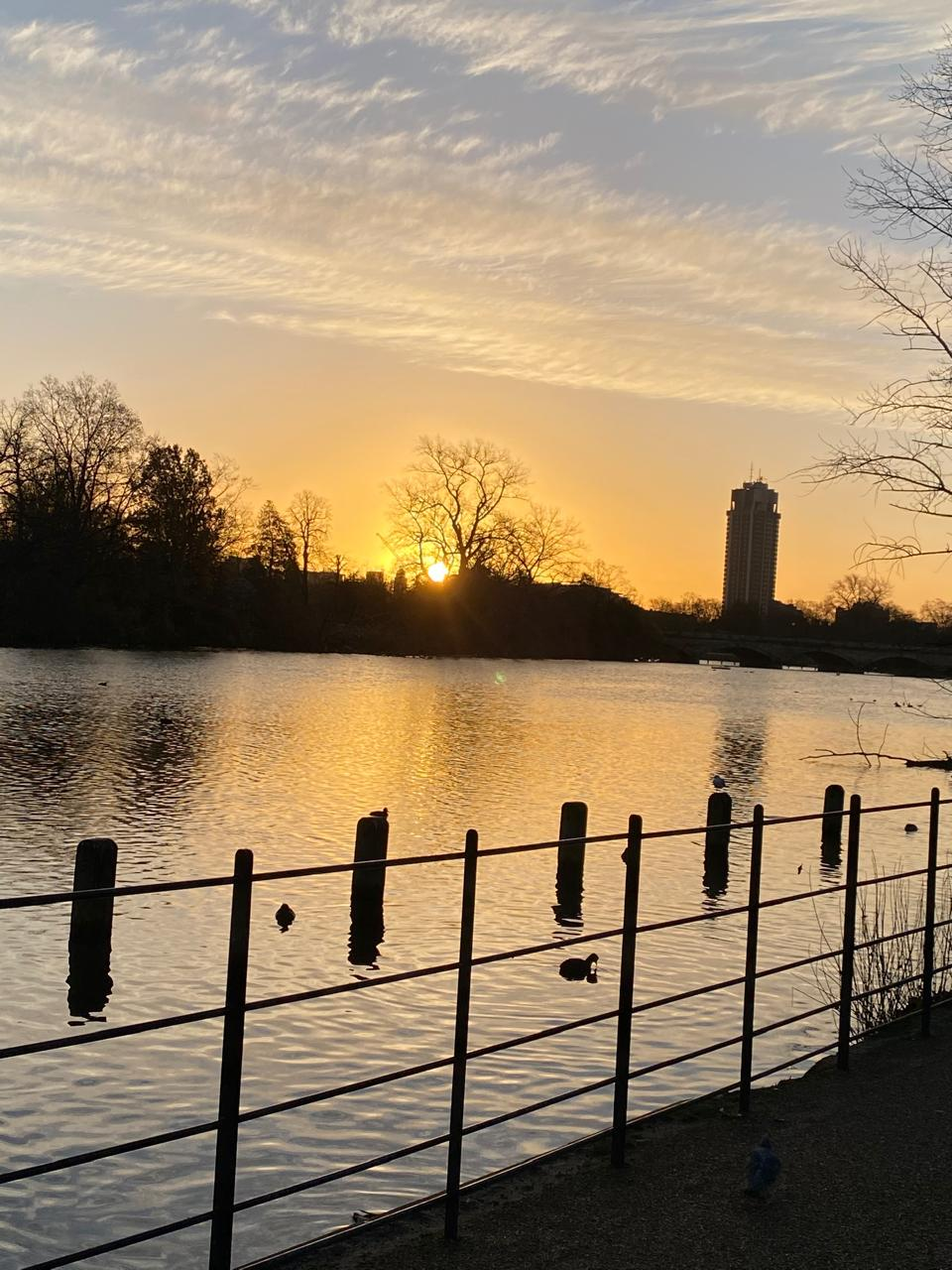
Amanecer en el lago de los jardines de Kensington

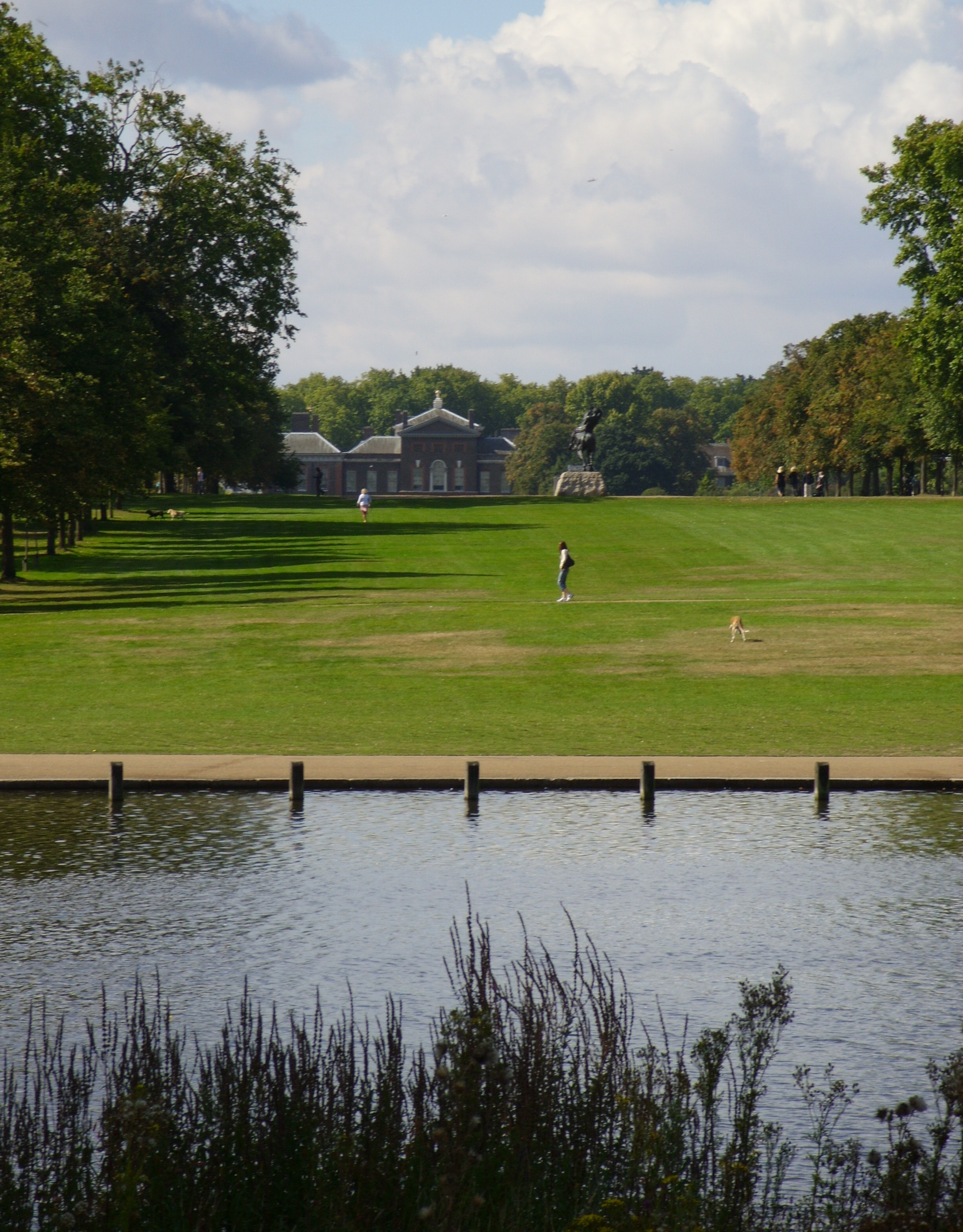
Vista del Palacio de Kensington desde The Long Water

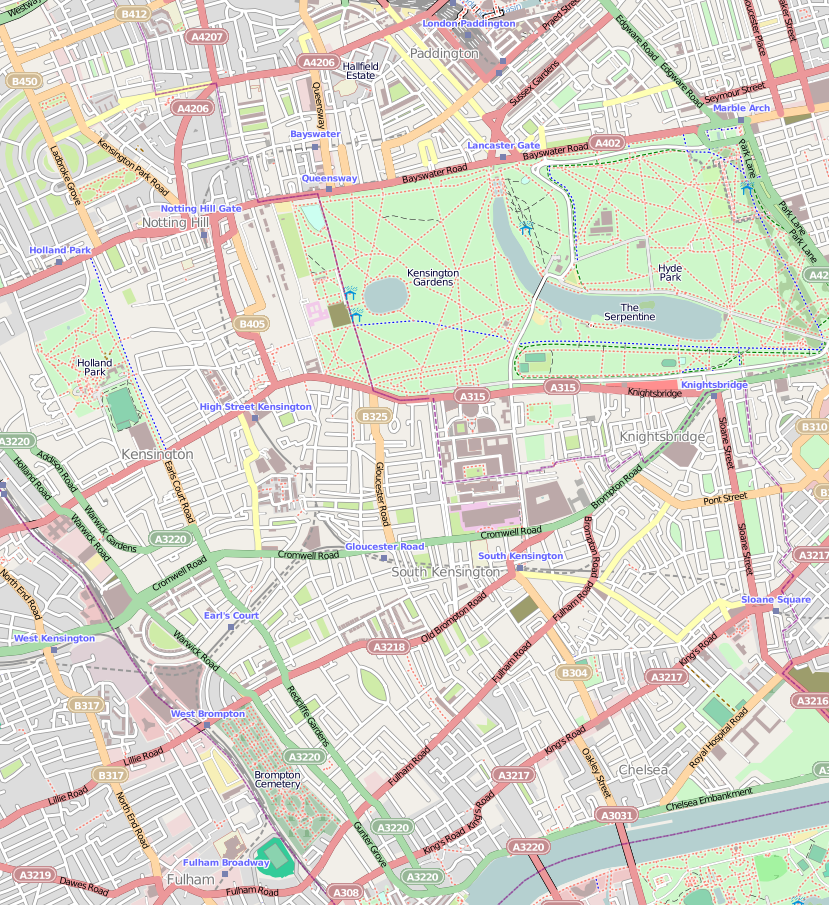
Mapa de Kensington, en el que aparecen los jardines

Los Jardines de Kensington (en inglés: Kensington Gardens), antiguamente los jardines privados del Palacio de Kensington, es uno de los Parques Reales de Londres, situado al lado de Hyde Park. Es compartido entre la Ciudad de Westminster y Kensington y Chelsea, en el oeste del centro de Londres. Tiene una superficie de 111 hectáreas.
Los espacios abiertos de los Jardines de Kensington, Hyde Park, Green Park y St. James's Park forman juntos un "pulmón verde" casi continuo en el centro de Londres, entre Kensington y Westminster.

## Historia
Los Jardines de Kensington se separaron de la sección occidental de Hyde Park y fue diseñado entre 1728 y 1738 por Henry Wise y Charles Bridgeman, con elementos de moda, incluido el lago Round Pond, avenidas formales y un jardín holandés hundido.
Charles Bridgeman creó el Lago Serpentine en la década de 1730 embalsando la salida este del Río Westbourne desde Hyde Park para la Reina Carolina. La parte del Lago Serpentine situada en los Jardines de Kensington se conoce como "The Long Water". En su extremo noroeste (originalmente la entrada del Río Westbourne), en una zona conocida como "El Jardín Italiano", hay cuatro fuentes y varias esculturas clásicas. A los pies del Jardín Italiano hay un indicador que delimita la frontera entre las parroquias de Paddington y St George Hanover Square, en mitad del Río Westbourne.
Los Jardines de Kensington se consideran generalmente la extensión occidental del vecino Hyde Park, del que se separaron originalmente. West Carriage Drive (The Ring) y Serpentine Bridge forman la frontera entre ambos. Los Jardines de Kensington están vallados y son más formales que Hyde Park. Además, están abiertos solo durante las horas de luz del día, mientras que Hyde Park está abierto desde las cinco de la mañana hasta medianoche todo el año.
Los Jardines de Kensington se consideraron durante mucho tiempo más elegantes que Hyde Park por su carácter más privado alrededor del Palacio de Kensington. Sin embargo, a finales de la década de 1800, Hyde Park se consideraba el más elegante de los dos por su ubicación más cerca de Park Lane (Mayfair) y Knightsbridge, junto a la entrada al centro de Londres frente al Arco de Wellington y por lo tanto estaban más concurridos.
Los terrenos que rodean los Jardines de Kensington eran principalmente rurales y permanecieron sin urbanizar hasta la Gran Exposición de 1851. Muchos de sus elementos originales sobreviven junto con el Palacio. En la actualidad hay otros edificios públicos como el Albert Memorial (en la esquina sudeste de los Jardines de Kensington, frente al Royal Albert Hall), la Serpentine Gallery, y el monumento a Speke.
El parque también contiene Elfin Oak, un tronco de árbol tallado de 900 años de antigüedad.

## Galería de imágenes

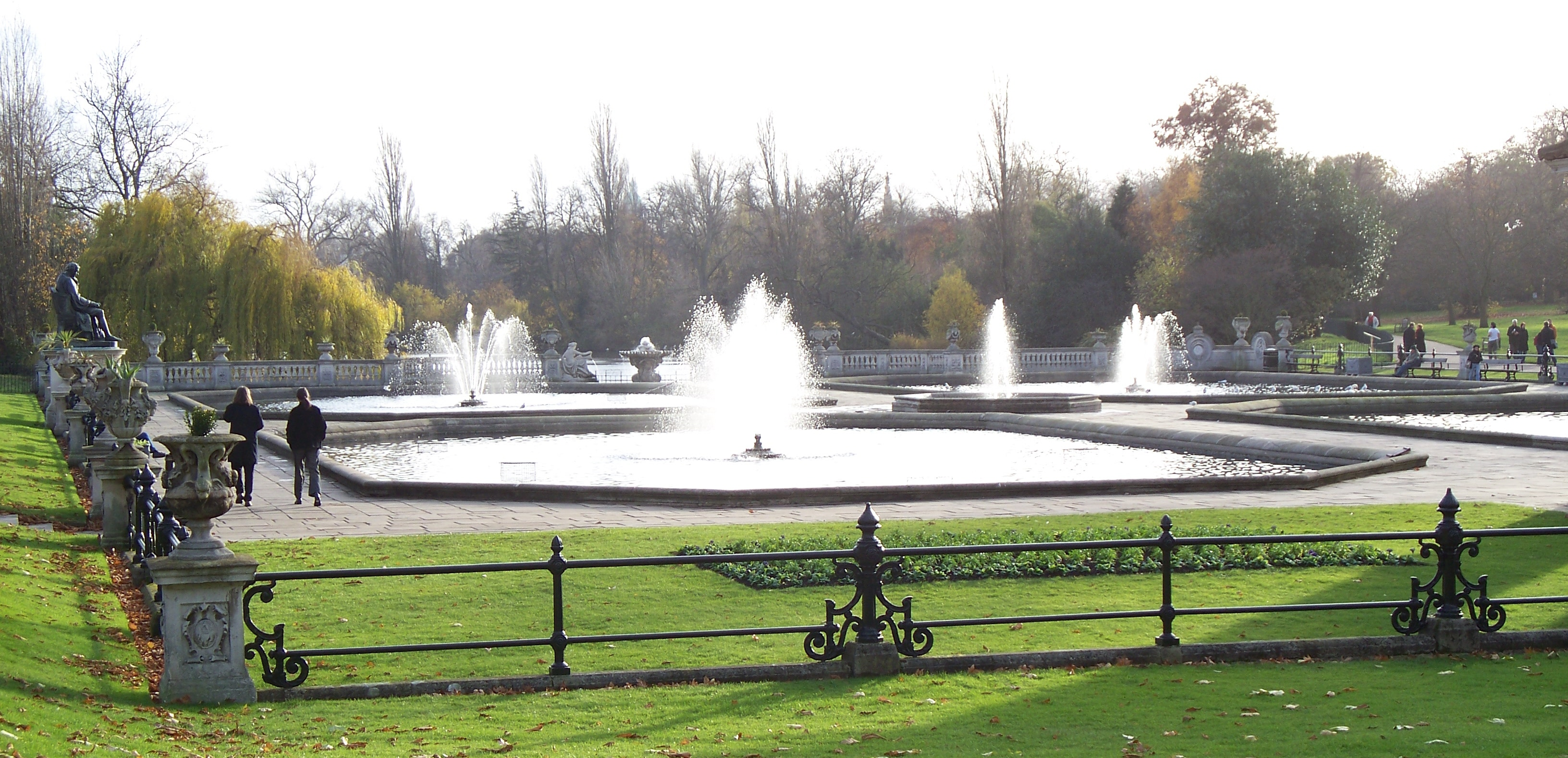
Las fuentes del Jardín Italiano
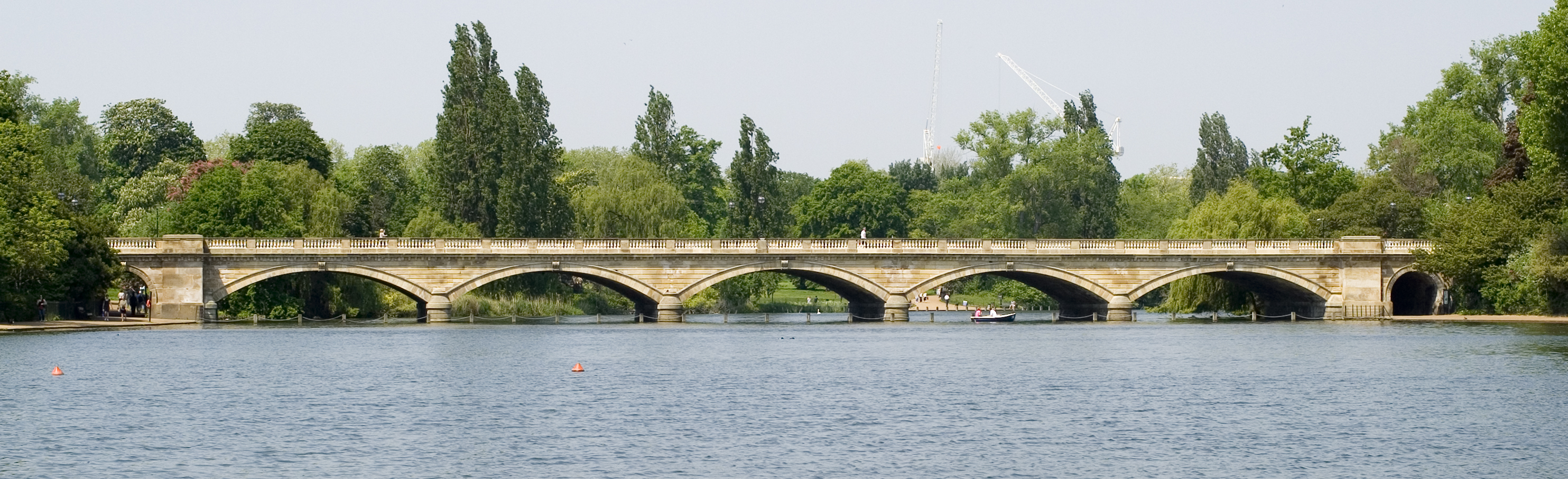
El Serpentine Bridge visto desde Hyde Park
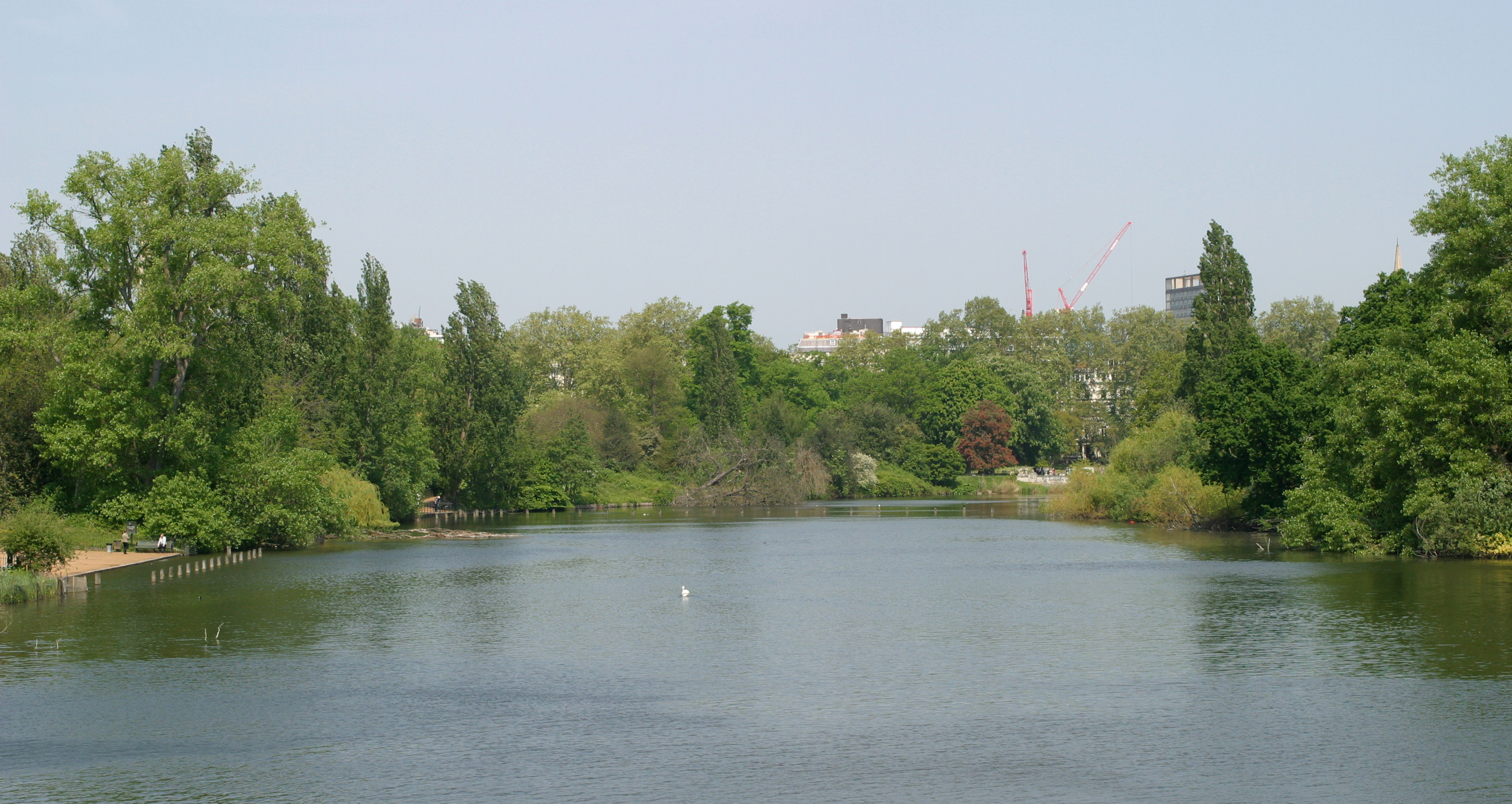
The Long Water desde el Sepentine Bridge, mirando hacia el noroeste
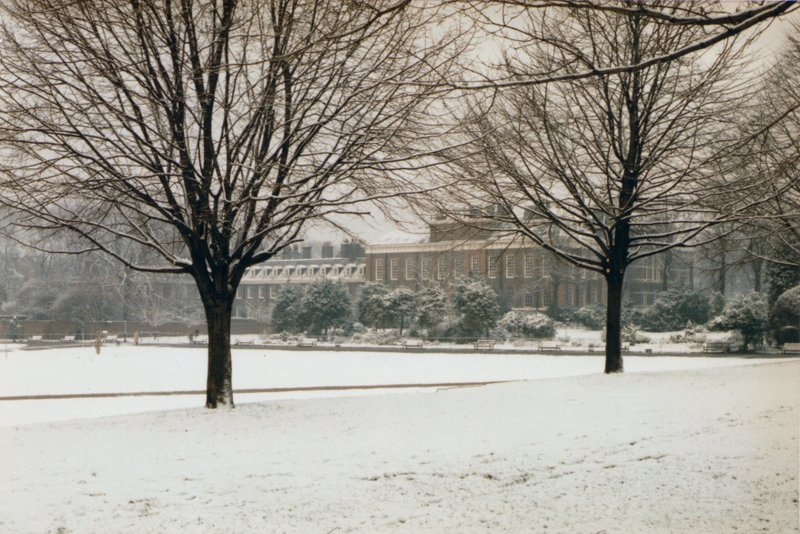
Los jardines y el palacio en invierno
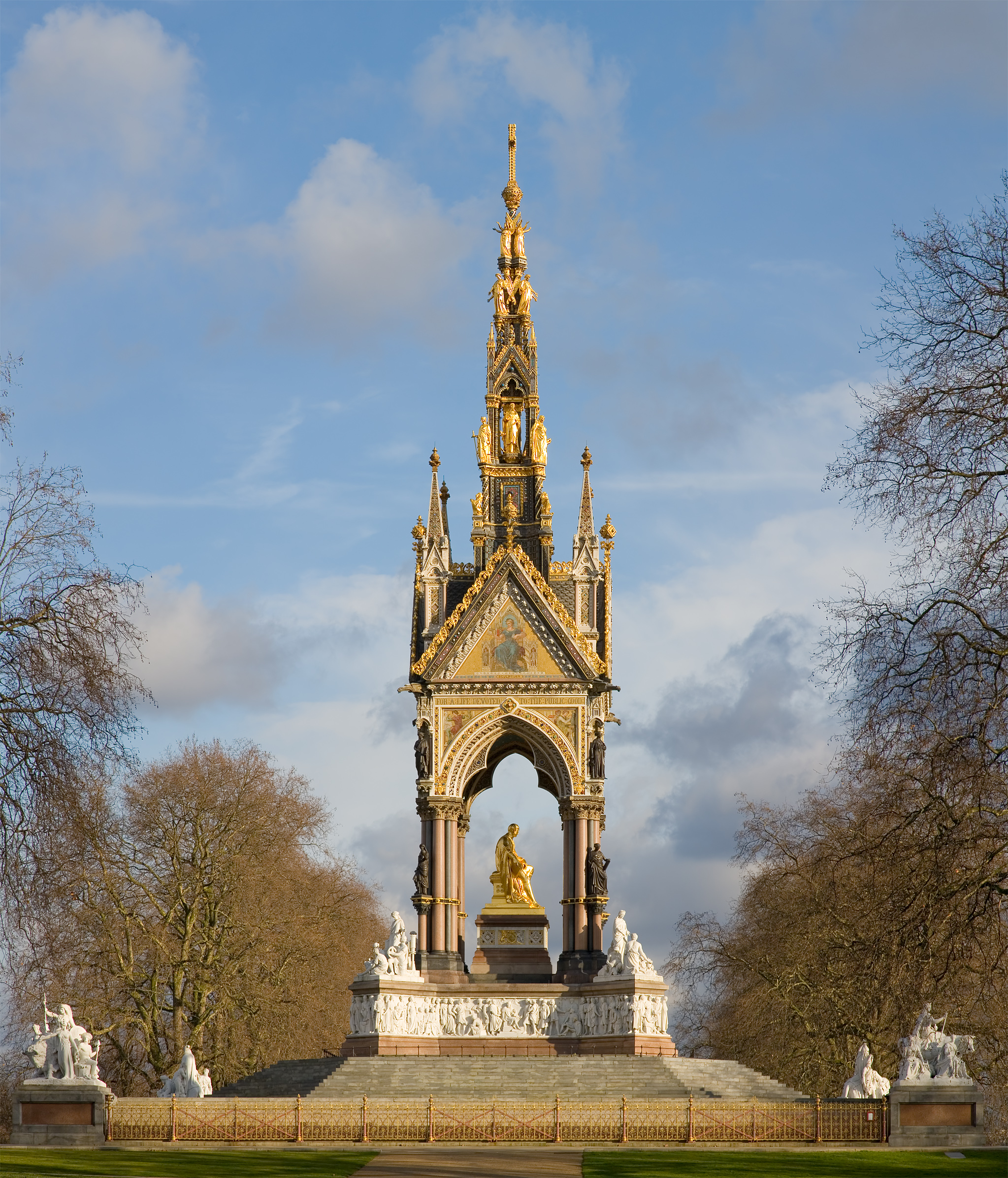
El Albert Memorial
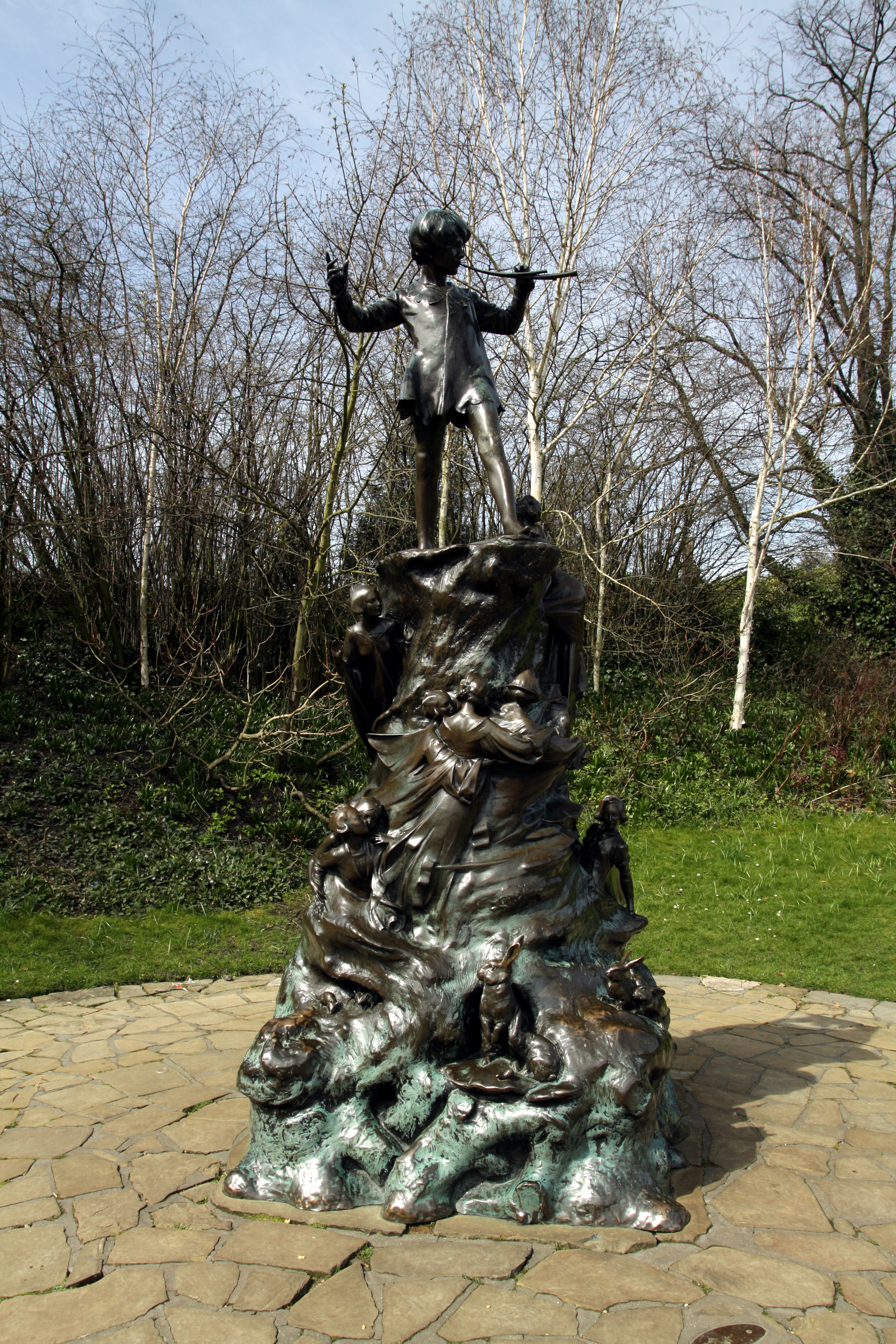
Estatua de Peter Pan
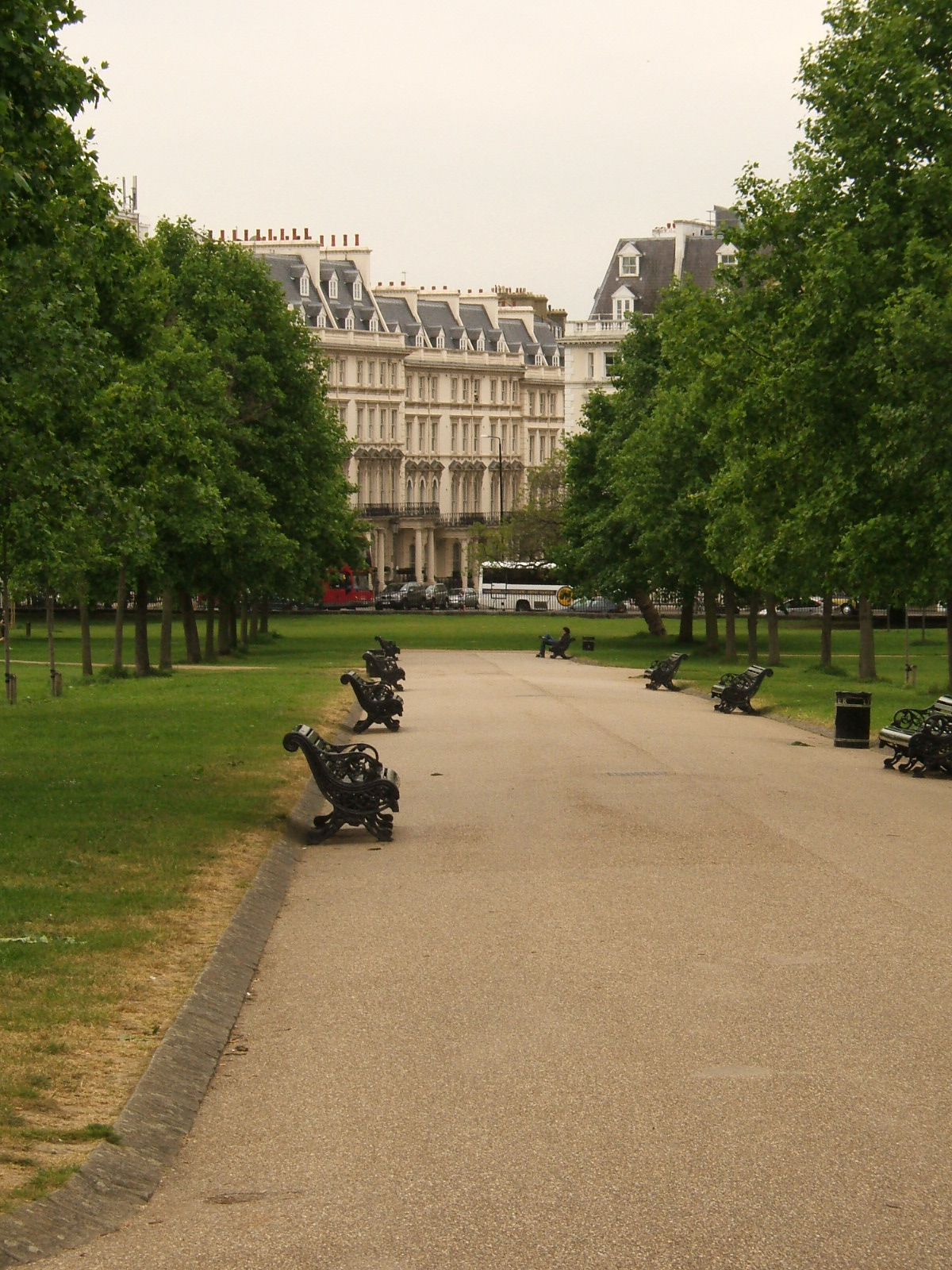
Jardines de Kensington
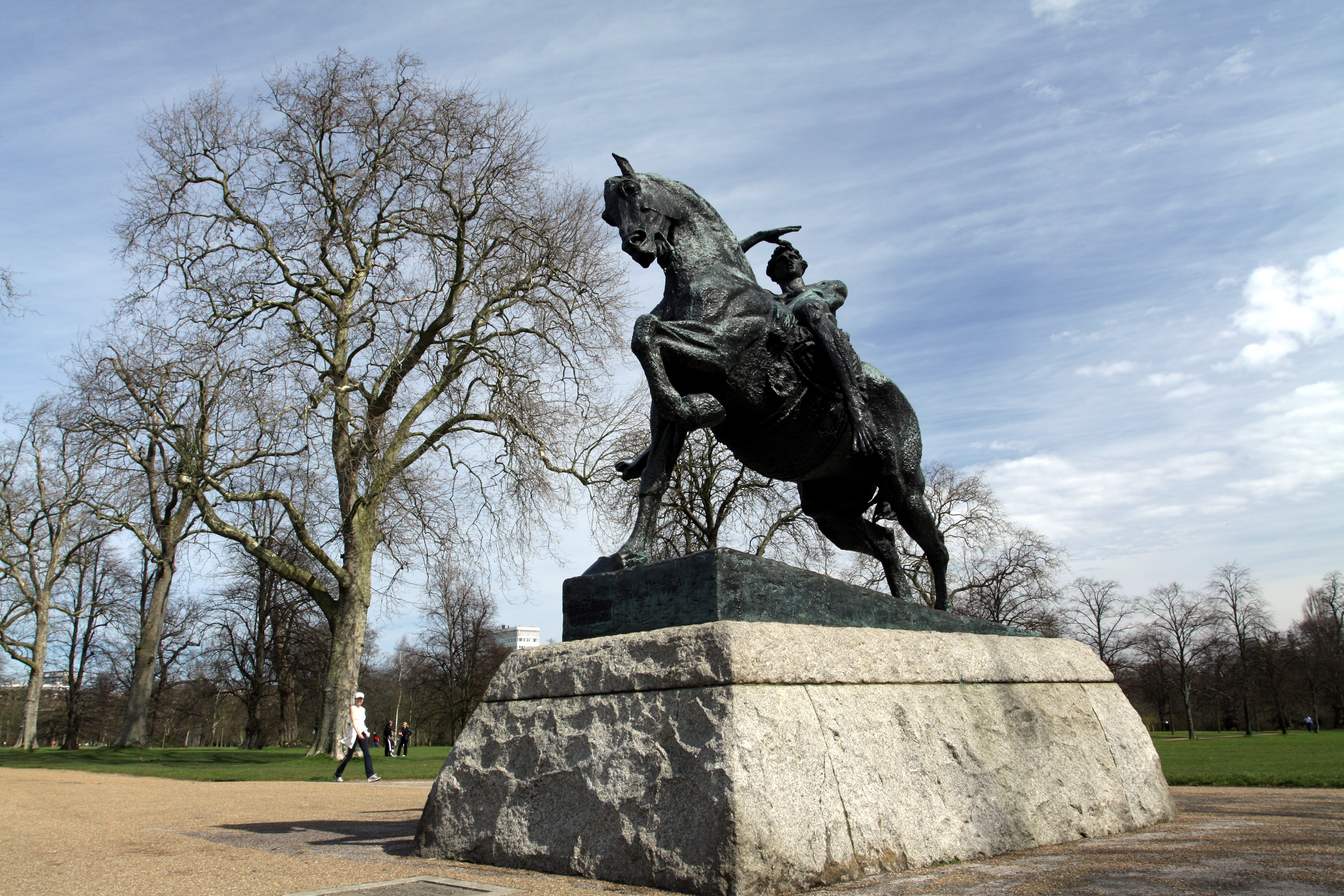
La escultura Physical Energy de G. F. Watts
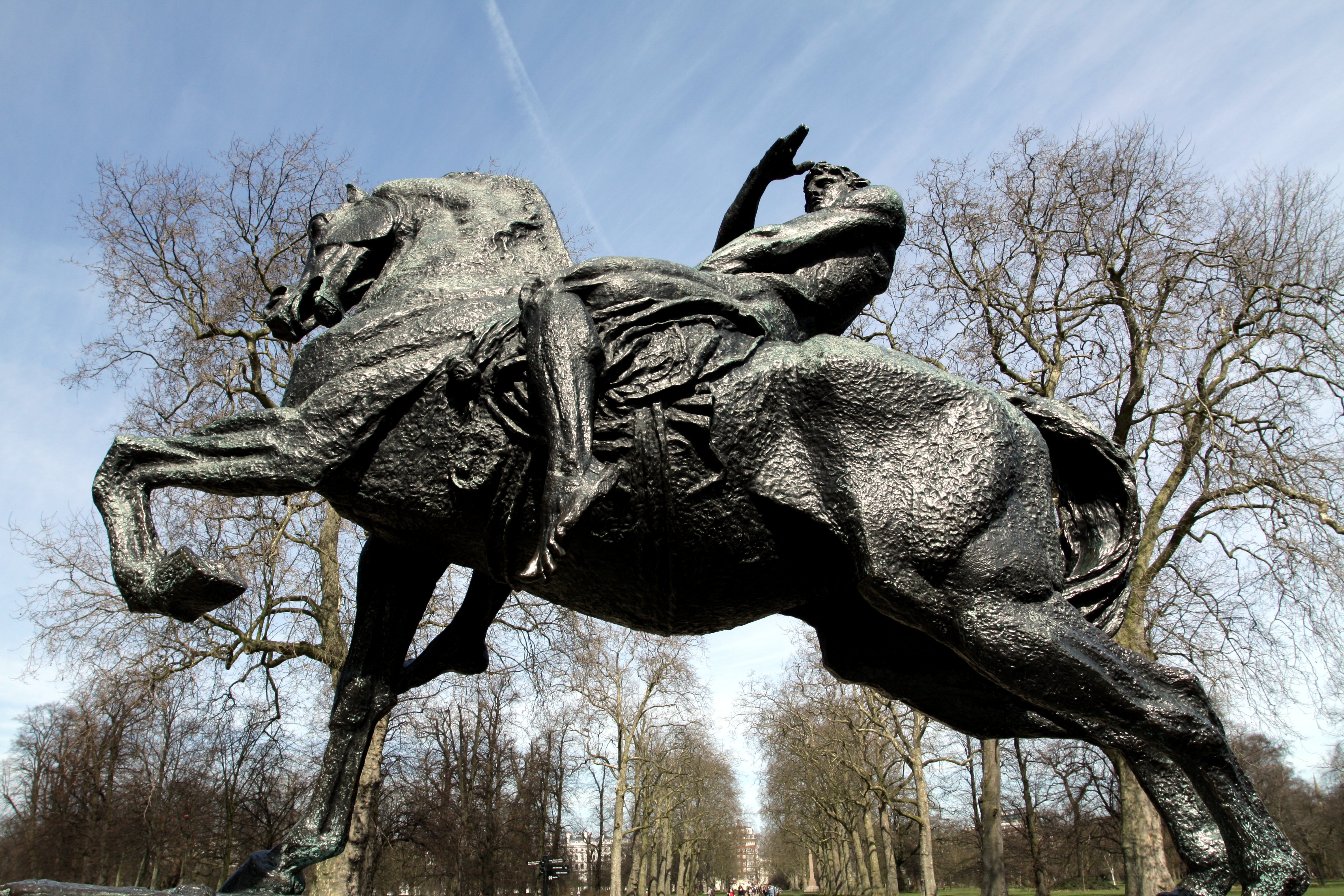
La escultura Physical Energy